# Imperfectly
Imperfectly è il terzo album in studio della cantautrice statunitense Ani DiFranco, pubblicato nel 1992.

## Tracce
1. What If No One's Watching – 3:13
2. Fixing Her Hair – 4:45
3. In or Out – 3:06
4. Every State Line – 3:07
5. Circle of Light – 2:31
6. If It Isn't Her – 3:57
7. Good, Bad, Ugly – 3:01
8. I'm No Heroine – 3:20
9. Coming Up – 1:47
10. Make Them Apologize – 4:19
11. The Waiting Song – 4:13
12. Served Faithfully – 2:53
13. Imperfectly – 3:45